# 東光院 (木更津市)
東光院（とうこういん）は、千葉県木更津市にある真言宗豊山派の寺院。山号は龍頭山。本尊は薬師如来であり、峰の薬師（みねのやくし）とも称される。

## 由緒
貞元年間（976年～978年）に創建されたと言う。

## 文化財
- 県指定有形文化財
  - 木造薬師如来立像

## 所在地
- 千葉県木更津市桜井1450

## 交通アクセス
- JR木更津駅より日東交通バス（東口1番乗り場「シーアイタウン行き」、東口4番乗り場「八幡台ニュータウン行き」、西口4番乗り場「小糸中島行き」、「君津駅南口行き」）に乗車し「峯薬師」停留所下車。